# Fogászat

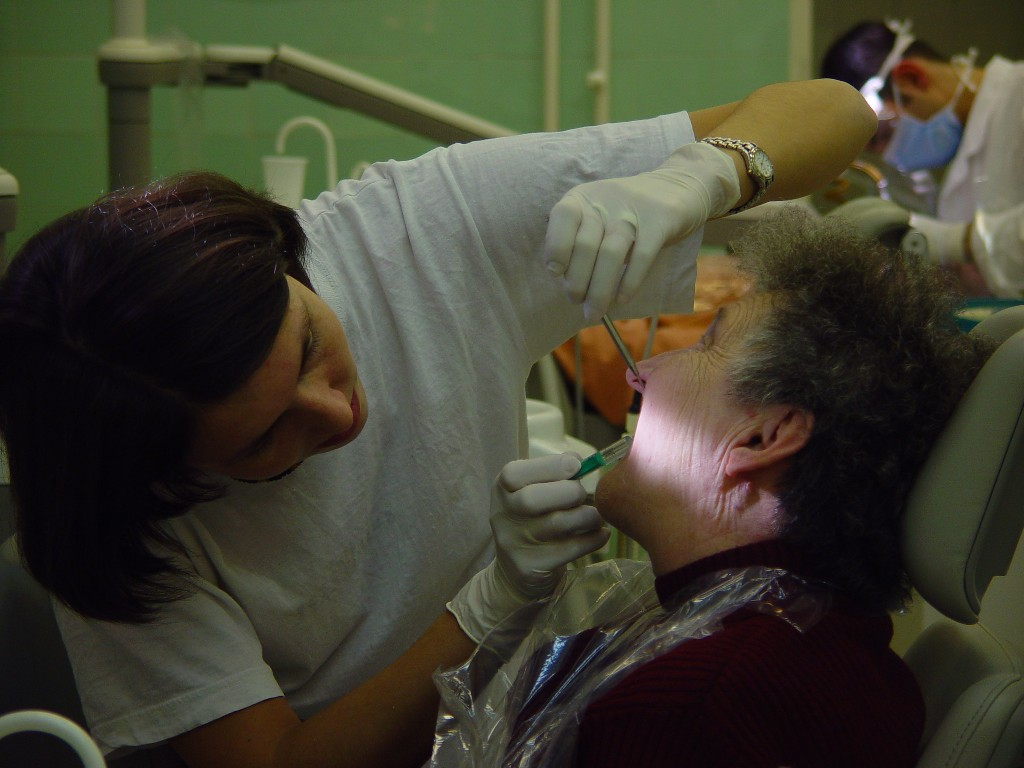
Fogorvos munka közben.

A fogászat a szájüreg és a rágókészülék (rágóizmok, rágóízület, fogak) betegségeinek gyógyítása. Szakorvosa a fogorvos, a fogorvosi szakvizsga letétele után meg hivatalosan fogszakorvos.
A vizsgázott fogászokat szakmapolitikai okokból képezték 1959-ben hazánkban fogorvoshiány miatt-ők nem egyenértékűek a fogorvosokkal! A fogorvosok segédjei a fogászati asszisztensek , a fogtechnikusok és a dentálhigiénikusok Archiválva 2018. december 20-i dátummal a Wayback Machine-ben.

## Szakosodási lehetőségek
Az Európai Unió követelményeinek megfelelően a 2003 után végzettek csak az új szakképesítési rendszerben szerezhetnek szakvizsgát.
A diploma megszerzésével a fogorvos önálló munkára, önálló rendelő működtetésére jogosult.
Ezen felül a következő elnevezésű szakvizsgákat teheti le:
- Dentoalveoláris sebészet
- Konzerváló fogászat és fogpótlástan
- Parodontológia
- Gyermekfogászat
- Fogszabályozás

A fogszakorvosok pszichoterapeuta szakvizsgát is letehetnek.
Azon fogorvosok, akik általános orvosi diplomával is rendelkeznek, letehetnek arc-állcsont-szájsebészet szakvizsgát is.
A 22/2012. (IX.14.) EMMI rendelet 2018. szeptember 1-től kivezeti a Konzerváló fogászat és fogpótlástan szakvizsgát és bevezeti a Fogpótlástan, valamint az Endodontia szakvizsgákat.
2018. szeptember 1-től Magyarországon szerzett, vagy államilag elismert fogorvosi diplomával megszerezhető szakképesítések:
- Dento-alveolaris sebészet
- Fogszabályozás
- Gyermekfogászat
- Fogpótlástan
- Endodontia
- Parodontológia

## Finanszírozás szerinti felosztás

### Országos Egészségbiztosítási Pénztár (OEP) által finanszírozott ellátás
Ezek a volt „SZTK” rendelők. Legtöbbjük ma már részben a kezelőorvos tulajdonát képezi. A körzetbe tartozó betegek ellátása meghatározott heti óraszámban történik. A kezelések után a rendelő az OEP-től speciális elszámolás alapján juttatást kap. 
A betegeknek nem kell fizetniük bizonyos kezelésekért. Ezeket a vonatkozó Jogszabály határozza meg. (Ilyenek például gyökérkezelés, tömések. De nem ilyen: korona, híd, esetenként a műfogsor.)
Az OEP jellemzően alulfinanszírozza a rendelőket. A felhasznált anyagok minőségének növelését (a drágabb, jobb tömőanyag megvásárlását) a fogorvos csak saját bevételeinek csökkentése árán érheti el, vagyis drágább tömőanyag felhasználása esetén sem engedi a törvény, hogy a beteggel többet fizettessenek.

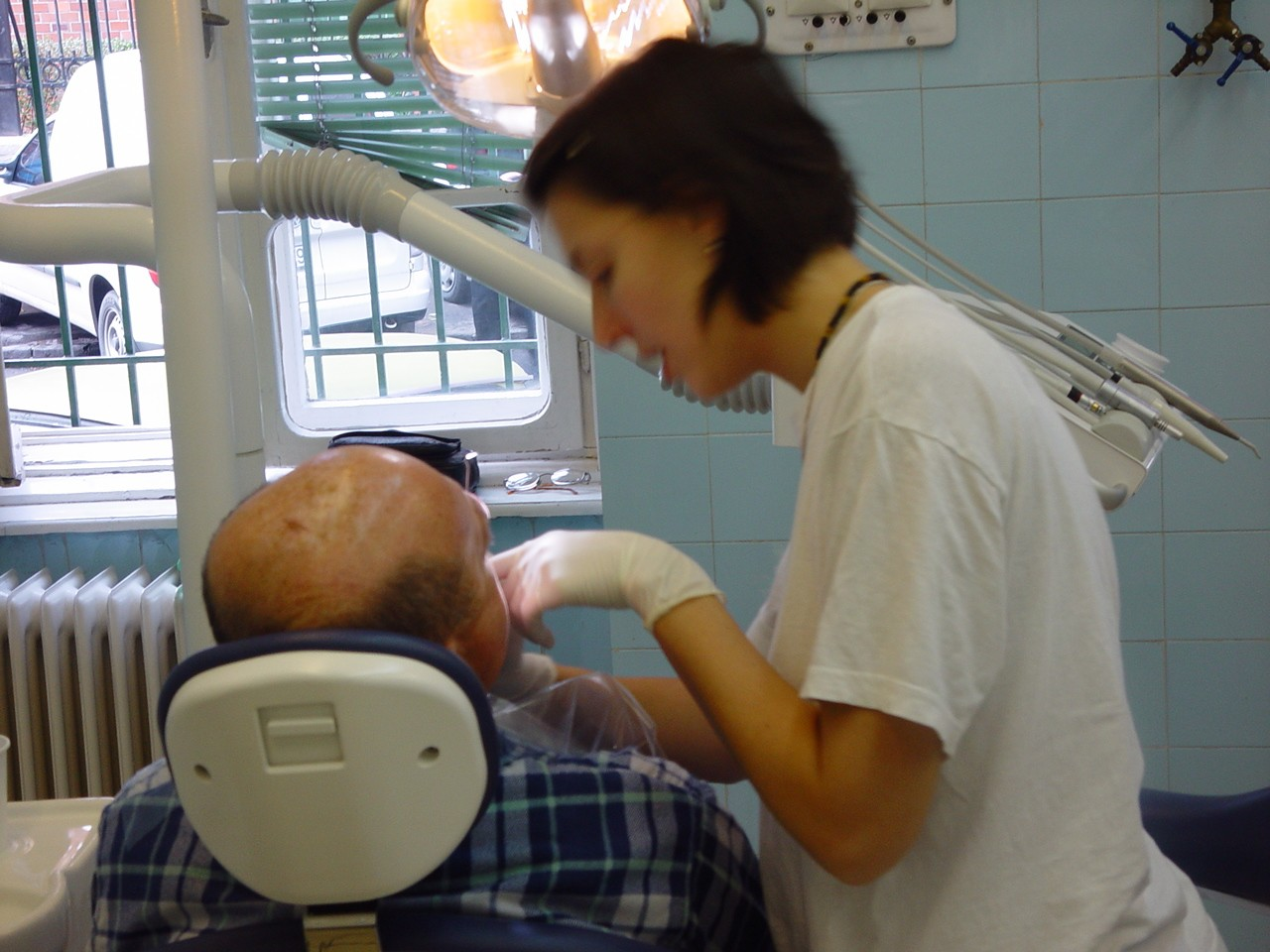
Fogorvos munka közben.

### Magánrendelők
A rendelő összes kiadását a bevételek fedezik, ezért a betegnek minden kezelésért fizetnie kell. 
A kezelések árai tehát tartalmazzák a beruházási, fenntartási, anyag- és bérköltségeket.
Néhány rendelőben több típusú rendelés is folyhat, például délelőtt OEP ellátás, délután magánrendelés.

## Fogorvosi végzettség, diploma
Jelenleg Magyarországon összesen 4 egyetemen van lehetőség fogorvosi végzettség megszerzésére. Ezek a budapesti Semmelweis Egyetem, a Pécsi Tudományegyetem, a Debreceni Egyetem és a Szegedi Tudományegyetem. 
A képzési idő 10 szemeszter, amely osztatlan képzés keretében történik. Ez két félévvel rövidebb az általános orvos képzésnél, amely esetében összesen 12 félév a képzési idő.
A végzettség megnevezése: Fogorvos, doctor medicinae dentarie (dr. med. dent.)